# Lepidozona clarionensis
Lepidozona clarionensis är en blötdjursart som beskrevs av Ferreira 1983. Lepidozona clarionensis ingår i släktet Lepidozona och familjen Ischnochitonidae. Inga underarter finns listade i Catalogue of Life.